# Stick Indijanci
Stick Indijanci (Stick Indians), U tradicijama mnogih saliških i drugih sjeverozapadnih indijanskih plemena, štapni Indijanci su zlonamjerni i izuzetno opasni šumski duhovi. Pojedinosti o štapnim Indijancima razlikuju se od plemena do plemena (Sališi ih opisuju kao velika, dlakava stvorenja nalik bigfootu, a Cayuse i Yakima kao šumske patuljke.) U nekim tradicijama štapni Indijanci imaju moć paraliziranja, hipnotiziranja ili izazivaju ludilo kod nesretnih ljudi, dok kod drugih samo odvode ljude na krivi put ispuštajući jezive zvukove zviždanja ili smijeha noću u šumi. U nekim pričama Stick Indijanci mogu jesti ljude koji postanu njihovi plijen, otimati djecu ili zlostavljati žene. Također se agresivno osvećuju ljudima koji ih povrijede ili ne poštuju, bez obzira koliko nenamjerno.
Nije zabilježeno previše tradicionalnih legendi o Stick Indijancima, dijelom zbog tabua povezanih s tim smrtonosnim stvorenjima. "Stick Indians" je engleski eufemizam; izgovaranje stvarnih Salish imena ovih bića u javnosti smatra se provociranjem njihovih napada u nekim plemenima, uvjerenja kojeg se mnogi domorodački narodi i danas pridržavaju, birajući da ih nazivaju samo na engleskom (ako uopće).